# Поликлиника
Поликли́ника (от др.-греч. πόλις и κλινική — «город» и «клиника») — многопрофильное или специализированное лечебно-профилактическое учреждение для оказания амбулаторной медицинской помощи больным на приёме и на дому, учреждение первичной медико-санитарной помощи.
На территории России распределены по территориальному признаку, и являются базовым уровнем оказания медицинской помощи населению.
Поликлиники в Советском Союзе имели различный статус: 
- Базовая — обслуживает больных военнослужащих военно-морской базы.
- Ведомственная — обслуживает работников министерств и ведомств. Не входит в систему учреждений министерства здравоохранения.
- Гарнизонная — обслуживает больных военнослужащих из состава определённого гарнизона.
- Гериатрическая — обслуживает больных пожилого и старческого возраста.
- Городская — обслуживает больных по территориальному (участковому) принципу. Может входить как в состав объединённой больницы, так и являться самостоятельным учреждением.
- Городская детская — обслуживает детей в возрасте до 18 лет. Может как входить в состав объединённой больницы, так и являться самостоятельным учреждением.
- Курортная — обслуживает больных во время их лечения на курорте.
- Районная центральная — создаётся в сельском административном районе при отсутствии центральной районной больницы и выполняет функции районного отдела здравоохранения.
- Стоматологическая — обслуживает взрослое население, специализация — лечение стоматологических заболеваний. Также существует Стоматологическая детская поликлиника, обслуживающая детей в возрасте до 18 лет.
- Физиотерапевтическая — обеспечивает лечение больных физиотерапевтическими методами.

## История
Первая в Российской империи городская поликлиника появилась в 1804 году в городе Дерпте, где при терапевтической клинике медицинского факультета Дерптского университета был организован амбулаторный прием и посещение больных на дому студентами и преподавателями. В 1836 году в Петербургской медико-хирургической академии была открыта нештатная амбулаторная клиника для приходящих больных, затем подобные амбулаторные клиники были организованы при различных академических кафедрах и госпиталях.
Известно, что студенты-медики Московского университета практиковались в лечении в здании так называемой «Общеклинической амбулатории» на Девичьем поле, открытой в 1896 году по инициативе городского головы Н. А. Алексеева. Сейчас в вышеуказанном здании на Большой Пироговской улице, 2/6 располагается ректорат Первого Московского государственного медицинского университета имени И. М. Сеченова.
В 1880-е годы в Петербурге по инициативе С. П. Боткина, избранного гласным городской думы, был разработан проект организации амбулаторной помощи бедному населению, по которому город был разделен на участки; к каждому участку были прикреплены врачи, названные думскими, которые оказывали бесплатную помощь больным на дому и проводили амбулаторный прием.
На XII Пироговском съезде в 1913 году отмечалось, что население 35 % городов Российской империи вовсе не имело внебольничной врачебной помощи, а помощь на дому была организована лишь в 15 % городов. Частнопрактикующие врачи обслуживали в основном состоятельных городских жителей, а подавляющее большинство городского населения, не говоря уже о сельском, вообще не пользовалось услугами врачей.
Лишь после Октябрьской революции 1917 года началось создание всеохватывающей системы здравоохранения. Уже в 1920 году в Москве за год количество амбулаторий возросло с 15 до 46. В 1922 году в Москве были созданы так называемые амбулаторные объединения: вокруг крупной амбулатории (больничной или внебольничной) сосредоточивались небольшие фабрично-заводские и коммунальные амбулатории, пункты первой помощи на предприятиях и пункты помощи на дому. Всего было создано 27 таких объединений: 13 — на базе больничных учреждений и 14 — на базе внебольничных амбулаторий. К 1930 году в Ленинграде было четыре подобных объединения; в Москве они получили название единых диспансеров.
В 1947 году в СССР было начато объединение городских больниц с поликлиниками. Однако в 1954 году от этой идеи отказались, поскольку у врачей из-за необходимости ежедневной работы в стационаре сокращалось время поликлинического приема. В 1960-е годы сеть поликлиник в СССР быстро росла.
В период застоя 1970-х годов участковый терапевт из врача общей практики фактически превратился в диспетчера, направлявшего пациентов к профильным специалистам, что отрицательно сказалось на квалификации участковых терапевтов и привело к падению их престижа, в том числе в глазах пациентов.
После распада СССР каждая из республик выбрала свой путь реформирования медицинской системы.
Опыт советской медицины в организации первичной медико-санитарной помощи (ПМСП) был одобрен ВОЗ и взят за основу при разработке её концепции для всех стран, что было отражено в Алма-Атинской декларации ВОЗ и ЮНЕСЕФ 1978 года, принятой на международной конференции по ПМСП в Алма-Ате.

## Организация питания
Для организации питания медицинских работников, по требованию ст. 22-223 Трудового кодекса и части 15.13 и 15-14 СанПиН 2.1.3.2630-10 «О санитарно-эпидемиологических требованиях к организациям, осуществляющим медицинскую деятельность», в медицинских учреждениях обязаны быть предусмотрены столовые, буфетные или комнаты для приёма пищи. Пункт 2.52 СНиП 2.09.04-87 предписывает создание на территории организаций комнаты для приема пищи площадью не менее 12 м². При этом возможность для организации помещения для приема пищи предусмотрена только при количестве работающих в одну смену не более 30 человек, а при большем количестве работников необходимо наличие столовой. При числе работающих до 10 чел в смену, предусматривается создание дополнительного места площадью 6 м для установки стола для приёма пищи.